# Aaron Poole
Aaron Poole (ur. 17 marca 1977 w Barrie, w prowincji Ontario) – kanadyjski aktor filmowy i telewizyjny.

## Życiorys
Poole dorastał w Barrie w Ontario i uczęszczał do Barrie Central Collegiate Institute. Ukończył Etobicoke School of the Arts i George Brown College.

## Kariera
Poole wystąpił w takich filmach jak Killing Zelda Sparks, Adoracja i This Beautiful City, a także w takich serialach jak Dziwne przypadki w Blake Holsey High i SOS: Zone of Separation. Był nominowany do Nagrody Genie za swój występ w This Beautiful City. W 2010 roku pojawił się w filmie Zabójcze piosenki małego miasta. Dwa lata później wystąpił w filmie The Samaritan.